# Don Ciccone
Don Ciccone, pseudonimo di Donald Jospeh Ciccone (Jersey City, 28 febbraio 1946 – Ketchum, Idaho, 8 ottobre 2016), è stato un bassista, chitarrista e musicista statunitense.
Egli è noto soprattutto per essere stato dal 1974 al 1977, e dal 1979 al 1982, chitarrista e bassista dei The Four Seasons.

## Carriera
Ciccone è nato a Jersey City, nel New Jersey, il 28 febbraio 1946.
Egli era figlio di Vito Ciccone, un immigrato italo-americano.
Nel 1964 egli entrò nel gruppo pop i The Critters, per i quali scrisse il successo "Mr. Dieingly Sad". Egli ha anche scritto e registrato "There's Got to be a Word". Durante il periodo di successo con la band, Ciccone abbandono i The Critters per arruolarsi nella United States Air Force.
Al termine del servizio militare, Frankie Valli lo ha reclutato per unirsi a una formazione rinnovata dei The Four Seasons, dove ha suonato la chitarra e il basso e ha contribuito con la voce solista a successi come "December, 1963 (Oh, What a Night)". Ciccone era il cantante principale anche del successo con il quale il gruppo è tornato in vetta alle classifiche dopo anni di insuccessi, il pezzo disco music "Who Loves You". Dopo aver lasciato i The Four Seasons nel 1982, egli si è unito al popolare gruppo "Tommy James and The Shondells" come loro bassista fino al 1987.
Nei primi anni 2010, Ciccone, si esibiva con i The Critters (in una formazione riformata) ma poi, assime al suo ex compagno di band dei The Four Seasons, il tastierista Lee Shapiro, decise di riunire un supergruppo composto da musicisti assemblati da altre band. Ciccone ha reclutato il suo compagno di band dei The Critters, Jimmy Ryan, per unirsi assieme a Shapiro e al batterista dei The Four Seasons Gerry Polci. Il gruppo, che prese il nome di The Hit Men, continua ad esibirsi anche dopo la morte di Ciccone e di Shapiro.
Ciccone, che era un residente di Ridgewood, New Jersey prima di trasferirsi a Sun Valley, Idaho, pochi anni prima di morire per infarto nel 2016.